# Mjerač ubrzanja
Mjerač ubrzanja je osjetljiv instrument sa skalom u G-jedinicama koji pokazuje iznos sile proizvedene ubrzanjem zrakoplova Zapravo ovaj instrument pokazuje koliko je puta stvarno ubrzanje veće od ubrzanja Zemljine teže, odnosno pri kojem se koeficjentu opterećenja leti. 
Zrakoplovi predviđeni za izvođenje evolucija kreću se po raznim nepravilnim putanjama stalnom ili promjenjivom brzinom. Međutim i u slučaju da je brzina na putanji stalna, zrakoplov mora imati komponentu ubrzanja u pravcu leta. U pojedinim evolucijama ubrzanja mogu bit pet, šest, pa i više puta veća od ubrzanja Zemljine teže, zbog čega će zrakoplov biti opterećen silama isto toliko puta većim od njegove težine. Odnos između postignutog ubrzanja i ubrzanja Zemljine teže naziva se koeficijentom opterećenja. Za svaki zrakoplov propisan je određeni koeficijent opterećenja koji se u letu ne smije prekoračiti kako ne bi došlo no oštećenja na konstrukciji. Ubrzanja štetno djeluju i na samog pilota; pri određenim vrijednostima ona mogu izazvati privremen ili trajan gubitak vida, gubitak svijesti, pa čak i smrt. 

Glavna ubrzanja javljaju se u vertikalnoj ravnini zrakoplova. Princip rada takvog instrumenta zasniva se na mjerenju inercijskih sila koje se javljaju tijekom ubrzanja. Shema rada prikazana je na slici. Uteg (1) nalazi se između opruga (2) i može se kretati duž vertikalne vodilice (3). Ako se zrakoplov nalazi u ustaljenom režimu leta, na uteg ne djeluju nikakve sile inercije i on opterećuje opruge samo svojom težinom. i kazaljka će pokazivati nulu. Čim se u letu pojavi ubrzanje, javit će se i inercijske sile. Na uteg će djelovati sila čiji je intenzitet proporcionalan njegovoj masi i postignutom ubrzanju. Ako je ubrzanje pozitivno, nastala sila djelovat će u istom smjeru s težinom utega, zbog čega će se donja opruga sabiti, a gornja istegnuti. Zbog deformacije opruga, uteg se spušta naniže i kazaljka okreće u pozitivnom smjeru skale. Kada se napon opruga izjednači s postignutim opterećenjem, uteg se zaustavlja i kazaljka pokazuje koliko je puta nastalo ubrzanje veće od ubrzanja Zemljine teže. Kod negativnih ubrzanja, gornja opruga se sabija a donja isteže i kazaljka pokazuje negativne vrijednosti. Svaka podjela na skali označena je cijelim brojem. Ako se kazaljka zaustavi na podjeli s oznakom 3, znači da je ubrzanje pozitivno i iznosi 3g, tj. tri puta 9,81 {\displaystyle m/s^{2}}. Mjerači ubrzanja obično imaju dvije kazaljke. Jedna je fiksno vezana za osovinu i pokazuje trenutnu vrijednost ubrzanja, dok je druga tako ugrađena da ostaje u položaju maksimalnog otklona i na taj način omogućuje provjeru maksimalno postignutog ubrzanja.

## Poveznice
- Akcelerometar